# Dismorphia hyposticta
Dismorphia hyposticta is een vlindersoort uit de familie van de Pieridae (witjes), onderfamilie Dismorphiinae.
Dismorphia hyposticta werd in 1861 beschreven door C. & R. Felder.